# Cunut
Cunut è un comune dell'Azerbaigian situato nel distretto di Şəki. Conta una popolazione di 960 abitanti.